# Blaesoxipha omani
Blaesoxipha omani är en tvåvingeart som först beskrevs av Hall 1931.  Blaesoxipha omani ingår i släktet Blaesoxipha och familjen köttflugor. Inga underarter finns listade i Catalogue of Life.